# Grub Street

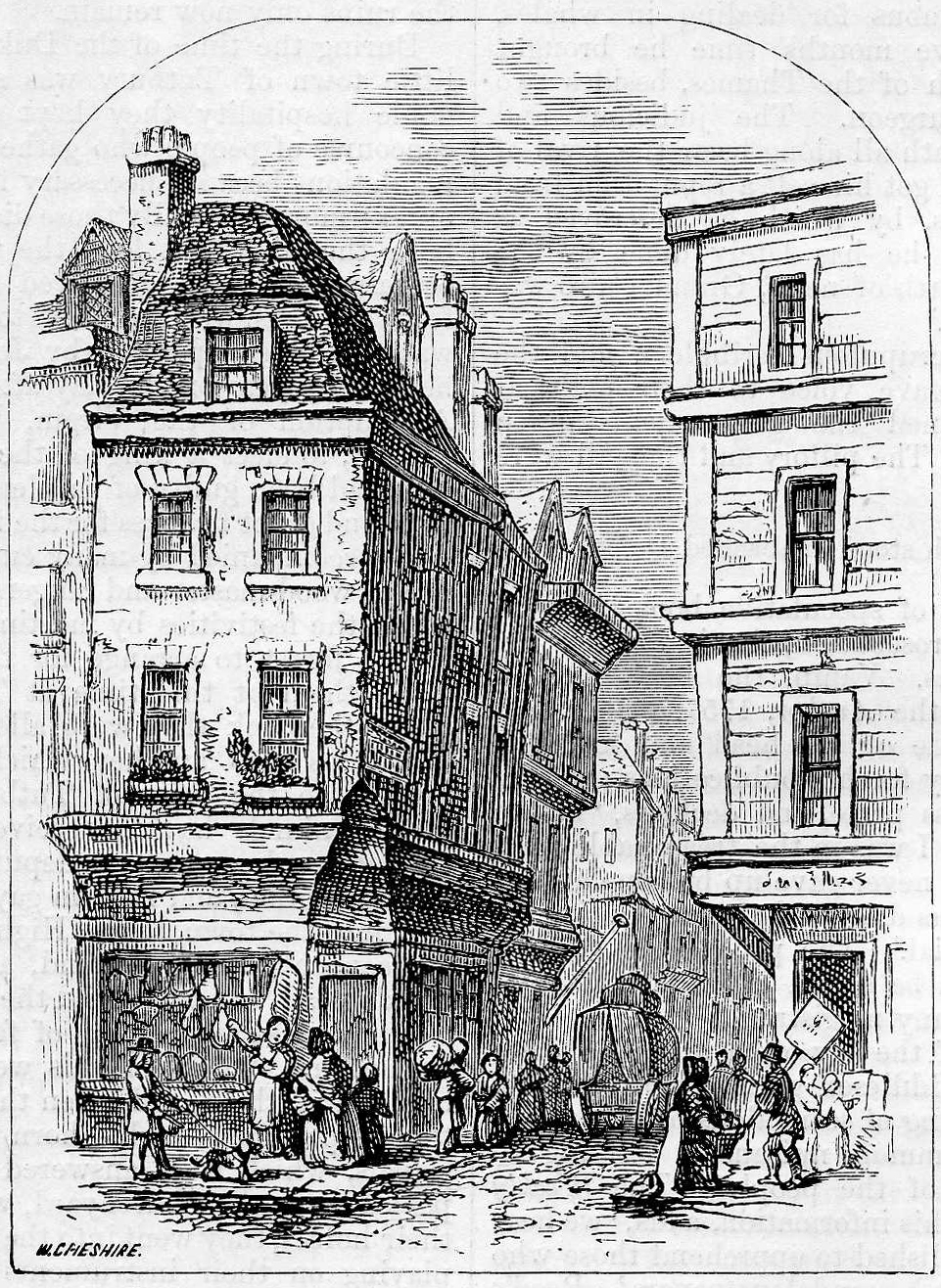
La Grub Street (plus tard Milton Street) au XIXe siècle telle qu'illustrée dans Chambers Book of Days

Grub Street est une ancienne rue de Londres désormais détruite.

## Situation
Elle allait de Fore Street à l'est de St Giles-without-Cripplegate jusqu'au nord de Chiswell Street. 

## Origine du nom
Selon le Dictionary de Samuel Johnson, le terme désignait « au départ le nom d'une rue... surtout habitée par des écrivains de peu d'importance, [qui rédigent] des histoires, des dictionnaires et des poèmes éphemères, ce qui explique pourquoi sa production est qualifié de « grubstreet » ».

## Historique
Jusqu'au début du XIXe siècle, Grub Street était une rue située près de Moorfields, quartier pauvre de Londres. 
Elle était réputée pour sa concentration d'écrivains sous-payés, d'aspirants poètes, d'éditeurs de basse qualité, ainsi que de libraires modestes. La communauté artistique de Grub Street se trouvait à la frange de la vie journalistique et littéraire de Londres. La rue était parsemée de petites entrées qui menaient à des ruelles et à des cours, plusieurs portant le nom des premiers panneaux indicateurs. Sa société bohémienne vivait parmi les quartiers pauvres qui abritaient les bordels et les cafés minables.
Johnson a habité et travaillé sur Grub Street au début de sa carrière. L'image moderne de cette rue a été popularisée par Alexander Pope dans son Dunciad. 
Au XXIe siècle, la rue n'existe plus, mais « Grub Street » sert à qualifier des écrivains produisant une littérature de faible qualité.

### Traductions de
1. ↑  (en) « originally the name of a street... much inhabited by writers of small histories, dictionaries, and temporary poems, whence any mean production is called grubstreet »